# Gustav Riedlin
Gustav Riedlin (* 2. Januar 1861; † 1949) war ein deutscher Arzt, Verfechter der Naturheilkunde und Pionier des Heilfastens.
Gustav Riedlin war als praktischer Arzt in Freiburg im Breisgau tätig. Er promovierte 1887. Das Interesse am Heilfasten entwickelte er, nachdem er angeblich von einem Fechtmeister, der lange Jahre in Amerika gelebt hatte, auf die guten Erfolge bei der Linderung und Heilung von Krankheiten aufmerksam gemacht worden war. Er war beeinflusst von Schriften Heinrich Lahmanns (Die diätetische[n] Blutentmischung (Dysämie) als Grundursache aller Krankheiten), sowie den amerikanischen Ärzten Edward Hooker Dewey, sowie Henry Samuel Tanner. Er nannte das Fasten eine „Operation ohne Messer“. Zusammen mit Otto Buchinger, der sich im Jahr 1919 nach einer nicht vollständig heilenden Mandelentzündung von Riedlin behandeln ließ, gehört er zu den Pionieren des Heilfastens in Deutschland. Das Thema Lebenskraft und die Dualität von Stoff und Geist spielten bei Riedlin eine große Rolle. Er unterscheidet zwei Stufen des Fastens, eine Unterstufe zu körperlichen Zwecken und als Oberstufe das spirituelle Fasten.
Moralisch hält er es für wichtig, dem Patienten die Wahrheit mitzuteilen. Er ist ein entschiedener Vertreter der Laienbildung, was Gesundheit angeht, wobei er keine Anleitungen zur Selbstbehandlungen propagiert, sondern aufgrund der Verwickeltheit der Krankheiten ärztliche Behandlung notwendig sei. Er fordert eine Wertschätzung des menschlichen Leibes – als einen Tempel Gottes – und stellt sich gegen die kirchliche Doktrin der Geringschätzung des Leibes. Lars Endrik Sievert beschreibt ihn in der Tradition der "Vorkämpfer der Naturheilkunde" Rausse und Baltzer stehend, deren suggestiven und kämpferischen Stil er übernommen hätte. Er hätte so zu einer Entfremdung von Schulmedizin und Naturheilkunde beigetragen.

## Veröffentlichungen
- Fastenkuren und Lebenskraft: ein Führer für den methodischen Gebrauch. Berlin 1912, DNB 112441066X, urn:nbn:de:101:1-201707302357 (Volltext-Digitalisat über urn verfügbar).
- Faste Dich rein und iss Dich gesund.
- Fasten als Heilmittel.
- Der Kropf, seine Verhütung und Heilung.
- Der Vegetarismus im Lichte der Theosophie.
- Die große Useputzete. Umstellung der Ernährung und Häusliche Diätkuren.
- Kann ich genesen? Ein Gespräch zwischen Arzt und Patient über Möglichkeit, Hindernisse und Bedingungen der Genesung. Funcke, Freiburg 1913, DNB 363651128.
- Grundursachen der Krankheiten und wahre Heilmittel aufgrund d. neuen Atomlehre dargest. f. Ärzte u. gebildete Laien. 3. Auflage. Berlin 1923, DNB 113821924X, urn:nbn:de:101:1-201710228167 (Volltext-Digitalisat (2017) über urn).
- Chronische Verstopfung, Hämorrhoidalleiden. 1911, DNB 1124617019, urn:nbn:de:101:1-201708068544 (Volltext-Digitalisat (2017) über urn).